# دنیشنهاگن
دنیشنهاگن (به آلمانی: Dänischenhagen) یک شهر در آلمان است که در رندسبورگ-اکرنفورده واقع شده‌است. دنیشنهاگن ۳٬۴۷۵ نفر جمعیت دارد.